# Crimen sollicitationis
Crimen sollicitationis (latinsky zločin (sexuálního) obtěžování popř. zločin nabízení sexuálních služeb) je dopis poslaný v roce 1962 kardinálem Alfredem Ottavianim, tajemníkem kongregace pro nauku víry. Adresátem byli „všichni patriarchové, arcibiskupové, biskupové a další místní ordináři,“ včetně těch z východních katolických církví.
V tomto dokumentu kongregace pro věrouku načrtla procedury, které je vhodno dodržet v případě potýkání se s případy, kdy jsou klerici (kněží, pastoři, biskupové) římskokatolické církve obviněni z homosexuálního, pedofilního či zoofilního chování nebo z toho, že zneužili svátost pokání k sexuálním návrhům zpovídaných. Pravidla v Crimen sollicitationis uvedená byla specifičtější než obecná pravidla uvedená v kanonickém zákoně. Záležitosti dopisu a všechna nařízení se týkají výhradně vyšetřování dle kanonického práva (tedy církevního vyšetřování, které rozhoduje např. o případné exkomunikaci či jiných církevních trestech pro viníky), nemá nic společného s vyšetřováním civilními úřady.

## Revize
Revize Crimen sollicitationis byla vydána v roce 2001 ve formě instrukce De delictis gravioribus. Za touto revizí stál prefekt Kongregace pro nauku víry Joseph Ratzinger, který byl v roce 2005 zvolen papežem

## OsnovaCrimen sollicitationis
Dokument v úvodu obsahoval předběžná ustanovení, hlavní stať byla rozdělena do pěti „hlav“, za nimiž následoval schvalovací stať papeže Jana XXIII. z 16. dubna 1962 a přílohy.
- Předběžná ustanovení (oddíly 1-14)
- Hlava I: První náznak zločinu (15-28)
- Hlava II: Soudní líčení
  - Kapitola I: Vyšetřování (29-41)
  - Kapitola II: Kanonická omezení a opatrnost obviněných (42-46)
  - Kapitola III: Vyvolání obviněných (47-54)
  - Kapitola IV: Vedení soudu, rozsudek a odvolání (55-60)
- Hlava III: Postihy (61-65)
- Hlava IV: Oficiální komunikace (66-70)
- Schválení papeže Jana XXIII. (z 16. dubna 1962) (71-74)
- Přílohy
  - (rozdělení na „vzorce“ (formule) označené od písmene A do T)

## Tajnost soudního líčení
Oddíl 11 hovoří o tom, že:
- soudní líčení (míněno nikoliv líčení soudů civilních, ale církevních) musejí být „zvládnuty“ s „maximální důvěrností“
- diskrétnost je hlavní starost celé této procedury
- poté, co je vynesen rozsudek, nesmí být soudní proces nikdy později zmíněn
- naprosto každý člověk s jakoukoli relací k tribunálu musí být vyrozuměn, že je vázán neporušit „nejpřísnější tajemství“ (tajemství svatého úřadu, the secrecy of the Holy Office) ohledně všech relevantních osob a věcí, a to pod trestem automatické exkomunikace (latae sententiae).

Tímto tento dokument uvalil absolutní utajení na soudní líčení, jeho vedení i po jeho rozsudku bez ohledu na jeho výsledek. Slib tajnosti (v příloze dokumentu, části nazvané „Formula A“) je uvalen nejen na členy tribunálu ale i na osobu nebo osoby, které na homosexuální, pedofilní, zoofilní chování nebo sexuální návrhy kněží nebo biskupů upozornili; dále na svědky a též na obviněného, který (podle oddílu 13) případ mohl probírat pouze s jeho právním zástupcem. Přísaha udržení tajnosti je v dokumentu velmi přísně definovaná a vyzrazení bylo nepřípustné „…přímo ani nepřímo, gestem, slovem, psaným projevem ani žádným jiným způsobem, pod žádnou záminkou, ani tou pro vyšší princip či pro vysoce naléhavý a vážný důvod…“.
Církevní trest za porušení tajemství členy tribunálu znamenal automatickou exkomunikaci. V případě obviněného kněze byla trestem pouze suspenze a divinis. Na žalobce a oběti se žádné církevní tresty nevztahovaly, pokud k porušení nedošlo po výslovném varování během vyšetřování (Sekce 13).
Církev v reakci na dokument BBC, kterému vytýká zkreslování informací, řekla, že Crimen sollicitationis se nijak netýká povinnosti mlčet o zneužívání chlapců, ale povinnosti chránit zpovědní tajemství a kajícníky i v případech, kdy by došlo ke zneužívání svátosti smíření ze strany kněží.
Dokument taktéž nijak nikoho nevázal k tomu, že o zločinech kněží nemá informovat policii. Týkal se striktně práva církevního a povinností zúčastněných pouze během církevního vyšetřování.